# Går du min vej?
Går du min vej? er en amerikansk film fra 1944 instrueret af Leo McCarey. Filmen vandt 7 Oscars herunder bedste film.

## Handling
Fader Charles "Chuck" O'Malley (Bing Crosby), en kommende præst fra East St. Louis, ankommer til New York City med en ukonventionel stil, der vil forandre sognets liv i St. Dominic's Church.
På sin første dag støder O'Malley ind i en række uheld; hans uformelle optræden og attitude gør et dårligt indtryk med den ældste pastor, Fader Fitzgibbon (Barry Fitzgerald). Den meget traditionelle Fitzgibbon bliver yderligere afskrækket af O'Malleys rekreative vaner - især hans golfspil - og hans venskab med den endnu mere afslappede Fader Timmy O'Dowd (Frank McHugh). I en diskussion mellem O'Malley og O'Dowd uden Fitzgibbon tilstedeværelse, er det åbenbart, at O'Malley blev sendt af biskoppen for at tage ansvaret for sognets anliggender, men at Fitzgibbon skal forblive som pastor. For at skåne Fitzgibbon følelser, er den ældre præst ikke bevidst om dette arrangement og mener, at O'Malley simpelthen er sin assistent.
En række arrangementer fremhæver forskellen mellem O'Malley og Fitzgibbon's stilarter, da de beskæftiger sig med begivenheder som et sognebarn, der bliver udsat, og en ung kvinde ved navn Carol James (Jean Heather) har løbet væk hjemmefra. Den mest konsekvente meningsforskel mellem O'Malley og Fitzgibbon opstår i deres håndtering af kirkens ungdom, hvoraf mange konsekvent kommer i problemer med loven i en bande ledet af Tony Scaponi (Stanley Clements). Fitzgibbon er tilbøjelig til at se den anden vej, sidder sammen med drengene på grund af deres hyppige kirkens tilstedeværelse. O'Malley søger at sætte ind i drengernes liv, venner med Scaponi og til sidst overbevise drengene om at blive kirkekor.
Støjen fra det praktiserende kor irriterer Fitzgibbon, som endelig beslutter at gå til biskoppen og bede om, at O'Malley overføres væk. I løbet af samtalen indleder Fitzgibbon biskoppens hensigt om at sætte O'Malley i ansvaret for sognet. For at undgå en ubehagelig situation beder Fitzgibbon i stedet for at gøre sin oprindelige anmodning biskoppen til at lade O'Malley være ansvarlig og dernæst afskedige sin skæbne for at miste kontrollen over kirken og informerer O'Malley om sin nye rolle.
En deprimeret Fitzgibbon løber derefter væk, hvilket fører til en søgning. Han vender tilbage sent om aftenen, og da O'Malley lægger den ældre præst i seng, begynder de to at knytte bånd. De diskuterer Fitzgibbon's langvarige ønske om at rejse til Irland og se sin mor, som han ikke er set siden han forlod Irland som ung præst for at komme til Amerika, og hvem er nu over 90 år. O'Malley lægger Fitzgibbon i seng med en irsk vuggevise, "Too Loo Ra Loo Ral".
Jenny Tuffel (nu Genevieve Linden) (Risë Stevens), en gammel kæreste til O'Malley, som han forlod for at blive præst, har nu en vellykket skuespil og sangkarriere. O'Malley og Jenny diskuterer deres fortid, og hun udfører et nummer fra sin hovedrolle som Carmen på Metropolitan Opera.
O'Malley besøger derefter Carol, som nu mistænkes for at leve i synd med Ted Haines Jr. (James Brown), søn af kirkens pantindehaver, Ted Haines Sr. (Gene Lockhart). På dette besøg beskriver O'Malley til det unge par, at hans kald i livet for at "gå sin vej", hvilket han mener at følge efter den glade side af religionen og føre andre til at gøre det samme. Han udfører sangen "Going My Way", som han skrev om dette tema.
Jenny besøger O'Malley i kirken, ser drengens kor og læser arkivet "Going My Way." Hun, O'Malley og far O'Dowd udformer en plan om at leje Metropolitan, udføre "Going My Way "med koret og et fuldt orkester, så sælger du rettighederne til sangen og derved redder kirken fra sine økonomiske ulemper. Planen fejler, som musikchefen (William Frawley) bragte på for at høre sangen ikke tror, at den vil sælge. Koret beslutter sig for at få mest muligt ud af sin mulighed på storscenen og synger en anden sang, "Swinging on a Star". Udøvelsen overhører sangen og beslutter at købe den og giver nok penge til at betale kirkens pant.
Med kirkens anliggender i orden går O'Malley og Fitzgibbon sammen på en golfbane. Ligesom alt ser ud til at være faldet på plads, men sognekirken er beskadiget i en massiv ild. O'Malley forbereder sig på at komme videre til en ny opgave fra biskoppen. Han efterlader O'Dowd at være Fitzgibbons nye assistent, hvor Tony Scaponi er ansvarlig for koret. På juleaftensdag samles sognebørn i en midlertidig kirke til en tjeneste, der også tjener som O'Malley farvel. Som en forsinket gave har O'Malley sendt til Fitzgibbon's mor fra Irland. Som mor og søn omfavner for første gang i 45 år, synger koret "Too-ra-loo-ra-loo-ral", da far O'Malley roligt glider væk i natten.